# Huibrecht Hoste

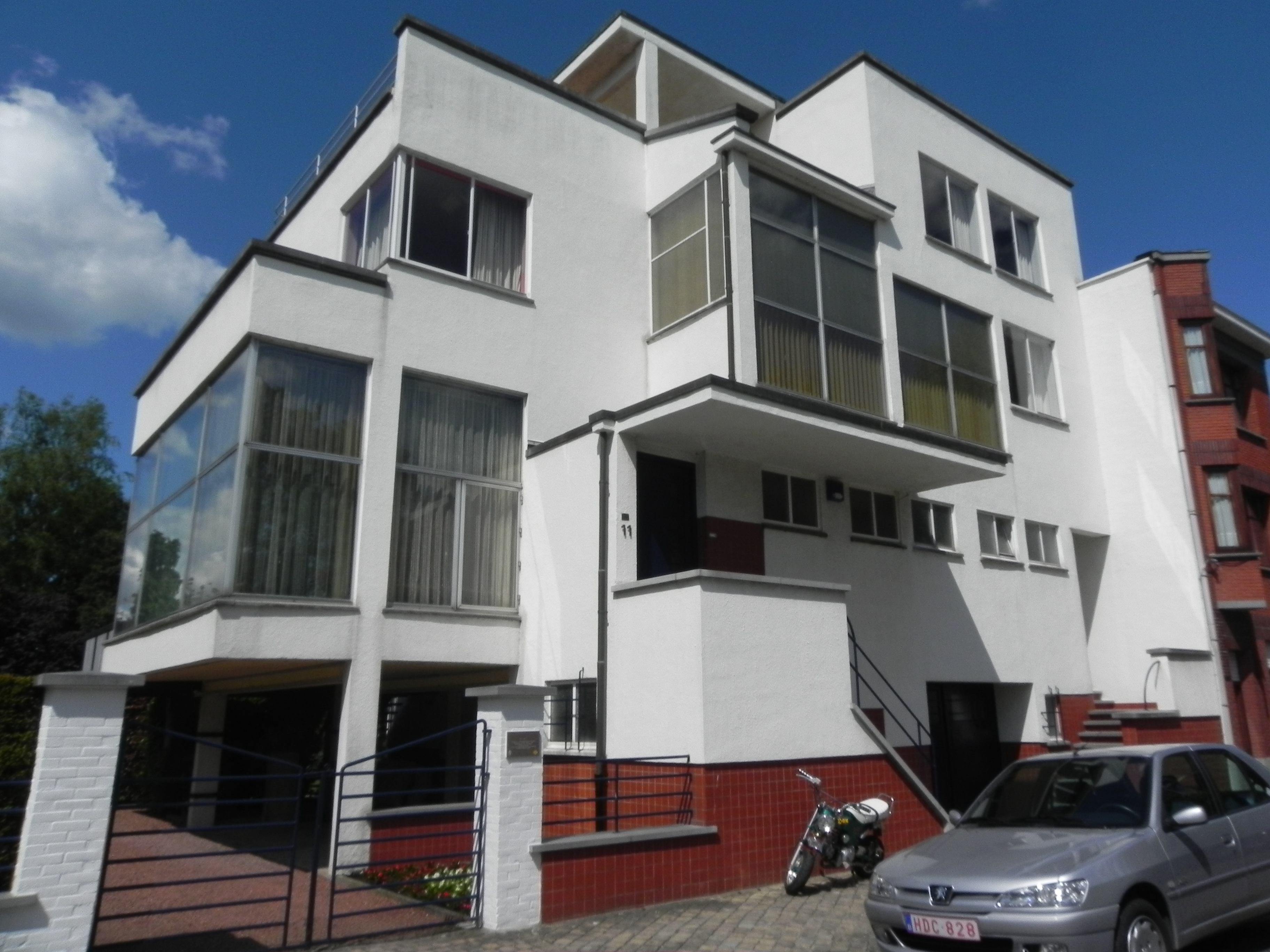
Vivienda en Zele (1931)

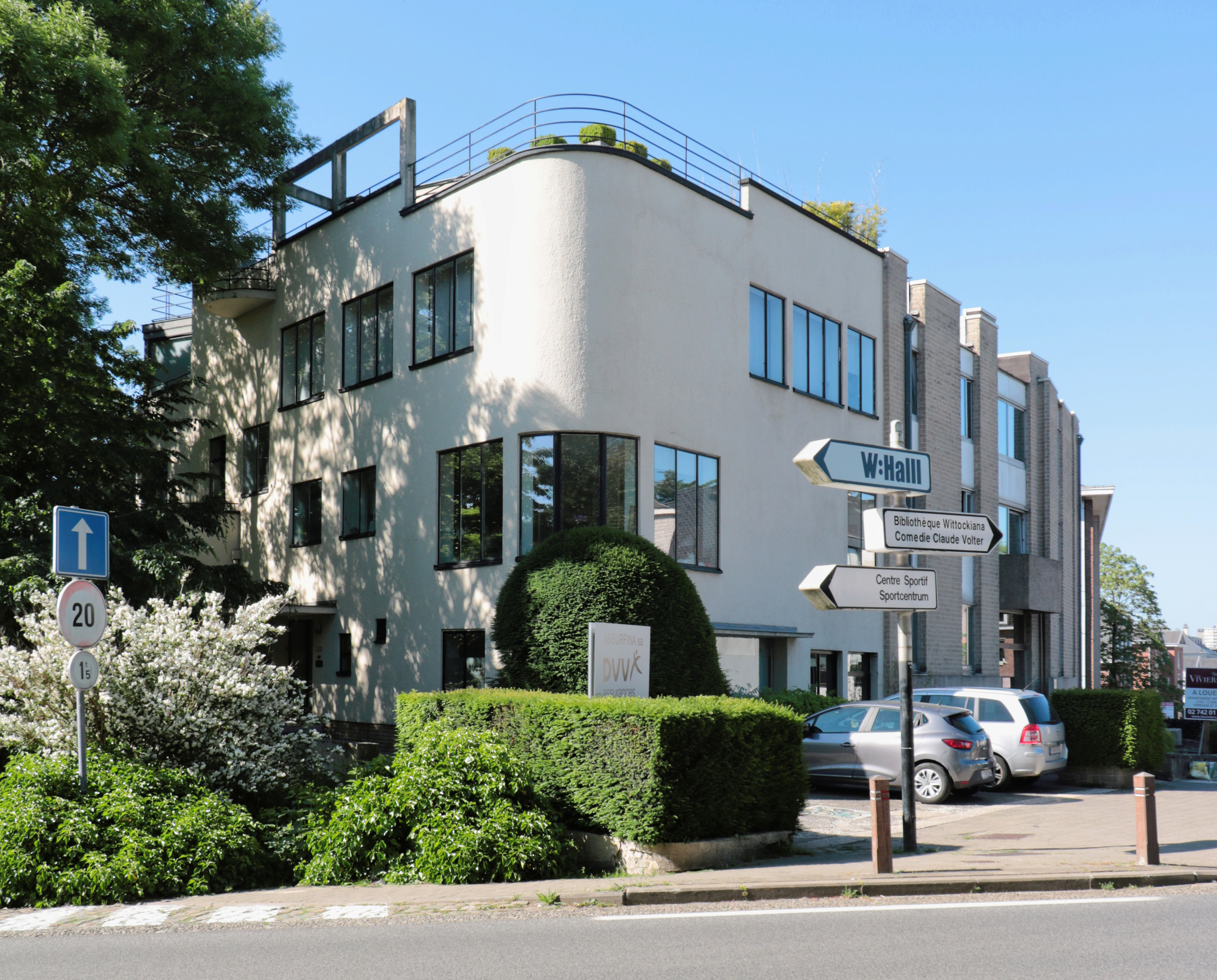
Casa Gombert (Bruselas, 1933).

Huibrecht Hoste, más conocido como Huib Hoste (Brujas, 6 de febrero de 1881-Hove, 18 de agosto de 1957) fue un arquitecto, urbanista y diseñador racionalista belga. 

## Trayectoria
Estudió en la Academia de Brujas con Charles De Wulf y en la Universidad de Gante con Louis Cloquet, ambos arquitectos historicistas. Posteriormente recibió la influencia del arquitecto neerlandés Hendrik Petrus Berlage. Durante la Primera Guerra Mundial se exilió en los Países Bajos, donde fue secretario del Comité belga-holandés de arte cívico fundado por Louis van der Swaelmen y escribió en el periódico De Telegraaf. Aquí recibió la influencia de la Escuela de Ámsterdam y del grupo De Stijl.
Tras el fin de la guerra regresó a su país, donde fue cofundador de la Sociedad de Urbanistas Belgas en 1919. Desarrolló entonces una arquitectura basada en la estandarización y en el uso del hormigón: ciudades-jardín de Selzaete (1921-1923) y de Kapelleved en Woluwe (1923-1926), casa De Beir en Knokke (1924). Participó en la Exposición de Artes Decorativas de París de 1925, donde presentó un fumoir-biblioteca diseñado con el pintor Victor Servranckx. Posteriormente diseñó numerosos prototipos de mobiliario tubular y fundó la firma Hostemeubelen.
Desde 1927 fue profesor de arquitectura en el Instituto Superior de Artes Decorativas de La Cambre en Bruselas, dirigido por Henry Van de Velde. Al año siguiente representó a Bélgica junto a Victor Bourgeois en el primer congreso del CIAM (Congreso Internacional de Arquitectura Moderna). Poco después, un accidente de trabajo le imposibilitó para varias de las actividades que desarrollaba, como la docencia y los encargos públicos. Se dedicó entonces preferentemente a la vivienda privada y el urbanismo. En 1928 fundó la revista Opbouwen, el principal órgano de la arquitectura moderna en Bélgica.
En los años 1930 su estilo se encaminó hacia el racionalismo de moda a nivel internacional, como en sus viviendas en Zele (1931) y en la avenida de Tervuren en Bruselas (1933). En 1933 colaboró con Le Corbusier en el proyecto de ordenación de la margen izquierda del Escalda en Amberes. Posteriormente colaboró con Renaat Braem en el proyecto de saneamiento de Amberes (1935) y de ordenación de los alrededores de la estación de Brujas (1938).
En 1941 fue designado miembro de la Real Academia Flamenca de Ciencias y Artes de Bélgica. Se retiró en 1957.

Ciudad jardín de Kapelleveld (1923-1926).
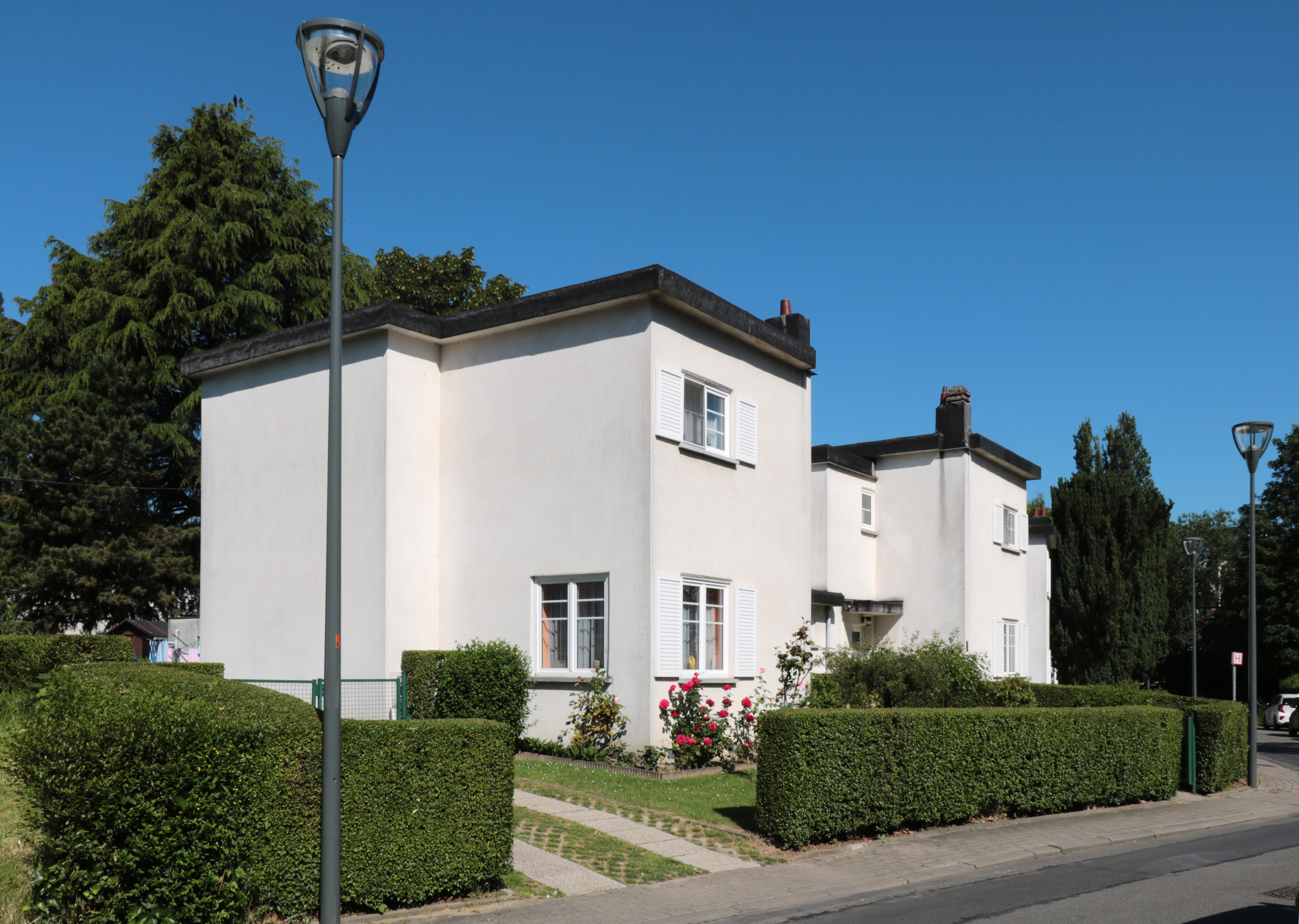
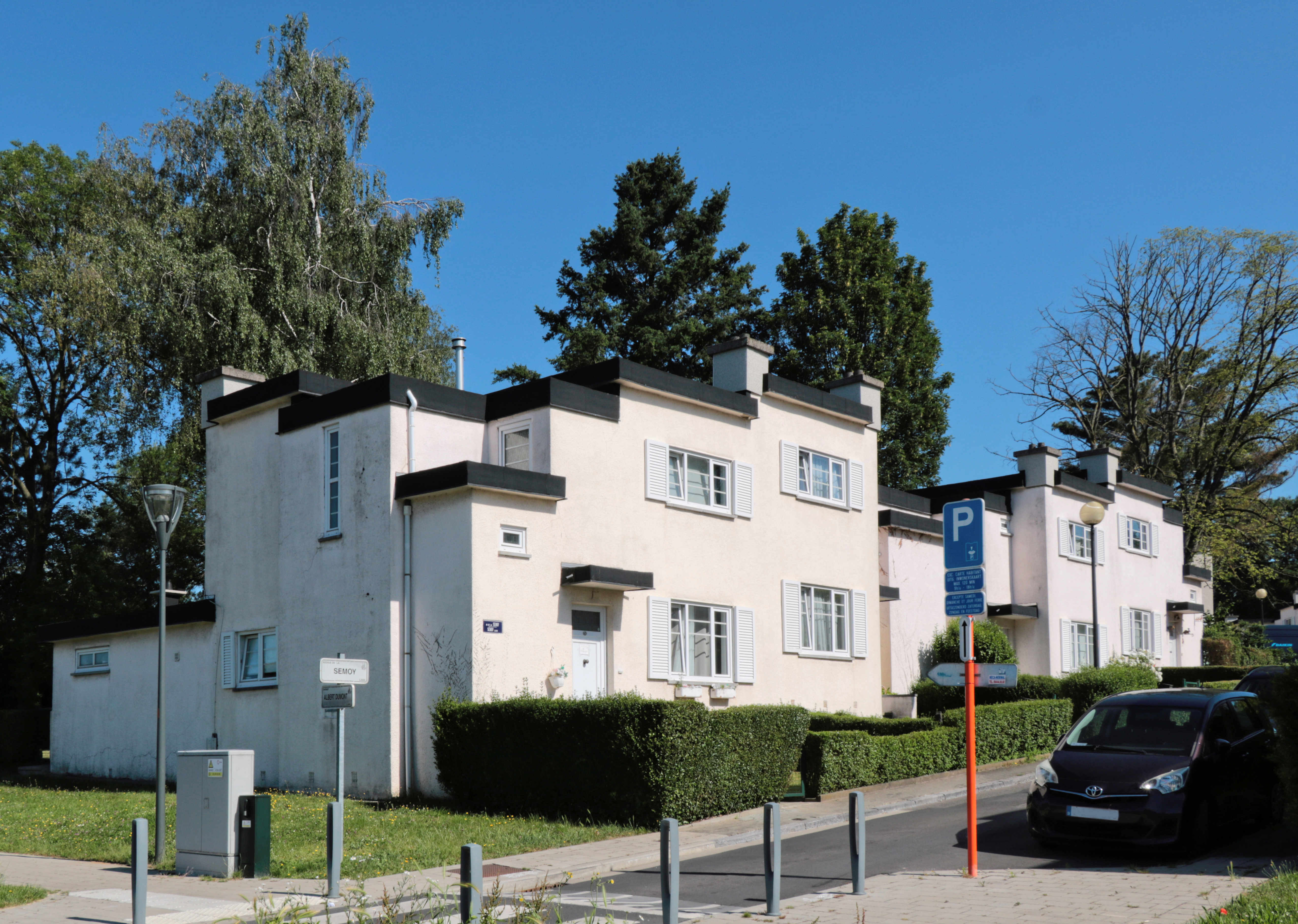
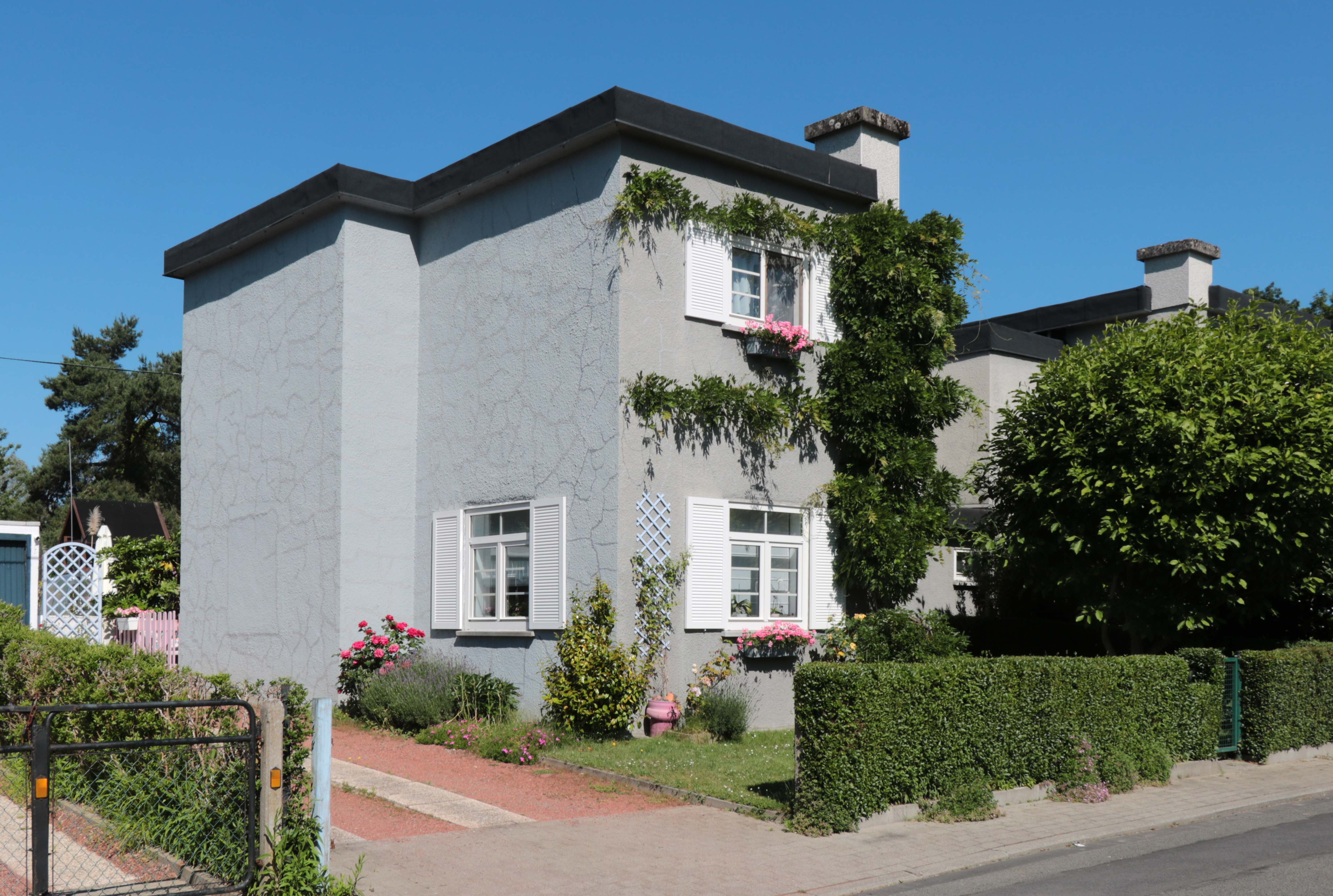